# Five years 〜singles
『Five years 〜singles』（ファイブ　イヤーズ　シングルズ）は、松たか子の1枚目のベスト・アルバム。2001年12月5日発売。
解説
1987年3月のメジャー・デビューから最新楽曲のシングル表題曲までを集めた全13曲のベスト・アルバム。
三方背BOXパッケージ仕様、歌詞付豪華ブックレット封入。

## チャート成績
オリコンチャート3位を獲得した。

## 収録曲
1. 明日、春が来たら
作詞：坂元裕二／作曲・編曲：日向大介
2. I STAND ALONE
作詞：松たか子／作曲・編曲：日向大介
3. WIND SONG
作詞：坂元裕二／作曲・編曲：日向大介
4. 真冬のメモリーズ
作詞：前田たかひろ／作曲・編曲：武部聡志
5. サクラ・フワリ
作詞：松たか子／作曲・編曲：武部聡志
6. ごめんね。
作詞：前田たかひろ／作曲・編曲：武部聡志
7. Stay with me
作詞：松たか子／作曲・編曲：武部聡志
8. 夢のしずく
作詞・作曲：松たか子／編曲：武部聡志
9. 月のダンス
作詞・作曲：松たか子／編曲：武部聡志
10. 桜の雨、いつか
作詞：松たか子／作曲・編曲：武部聡志
11. 優しい風
作詞・作曲：松たか子／編曲：星勝
12. コイシイヒト
作詞・作曲：川村結花／編曲：深澤秀行
13. 花のように （moonstruck version）  
作詞：Sunplaza／作曲：吉田美智子／編曲：佐橋佳幸